# Monastère Sainte-Catherine de Sienne de Langeac
Le monastère Sainte-Catherine de Sienne est un monastère situé à Langeac, dans le département de la Haute-Loire, en région Auvergne-Rhône-Alpes, en France. Il est affilié à la fédération Notre-Dame des Prêcheurs.

## Histoire

### Origines et fondation
Le monastère Sainte-Catherine de Sienne de Langeac est né du renouveau dominicain du début du XVIIe siècle en France. Ce mouvement a vu la création de nombreux monastères, principalement issus de deux grands centres dominicains : le monastère Sainte-Catherine de Sienne à Blagnac et le monastère Sainte-Praxède à Avignon. Ce dernier, revitalisé grâce au père Sébastien Michaëlis entre 1578 et 1600, a fondé le monastère du Puy-en-Velay, qui à son tour a établi le monastère de Langeac.
Entrée comme converse, Agnès de Langeac prononce ses vœux en 1625 et est rapidement responsable de la formation des novices. Elle devient prieure et, malgré sa mort prématurée à trente-deux ans, son influence perdure. Ses sœurs entament les démarches pour la reconnaissance de sa sainteté, qui aboutiront à sa béatification en 1994.

### Révolution française
En 1792, le monastère est fermé par les autorités révolutionnaires et les 34 sœurs se dispersent, certaines étant emprisonnées. Le monastère est alors transformé en hospice pour vieillards. En 1805, quelques sœurs, dont l'ancienne prieure mère Augustin Mallet, retrouvent l'espoir de rétablir leur vie monastique en travaillant comme garde-malades.

### Restauration et expansion
Malgré les difficultés, l'évêque de Saint-Flour rétablit officiellement la communauté en 1822, nommant mère Rosalie Tuja comme prieure. Sous sa direction, la communauté se renforce. En 1840, elles construisent un nouveau monastère près de l'Allier et y déménagent en 1841. Les restes de la bienheureuse Agnès y sont également transférés.
La communauté connaît une période de prospérité et de croissance spirituelle et matérielle. En 1854, elles ajoutent une ferme et une nouvelle chapelle, avec des vitraux installés en 1871.

### Crises auXXesiècle
La loi Combes du 7 juillet 1904 limite les congrégations religieuses et menace la communauté. En 1904, les sœurs résistent à l'expulsion. Pendant la Première Guerre mondiale, elles soutiennent l'effort de guerre en accueillant des réfugiés et en envoyant des colis aux soldats.
Après la guerre, des négociations avec les Domaines permettent à la communauté de continuer à occuper leur monastère. En 1964, elles rachètent finalement le monastère et, en 1975, obtiennent la reconnaissance légale de la communauté.

### Renouveau et modernisation
Le concile Vatican II marque un tournant pour le monastère avec des réformes liturgiques et spirituelles. En 1968, elles établissent une imprimerie. En 1994, la béatification d'Agnès de Jésus par le pape Jean-Paul II renforce la mission spirituelle du monastère, axée sur la prière pour les prêtres, les séminaristes et les enfants à naître.

## Valorisation du patrimoine
Au début du XXIe siècle, le monastère s'ouvre davantage au partage de son patrimoine spirituel, réhabilitant l'ancienne ferme pour l'accueil monastique,.